# 関西クリーンサービス
関西クリーンサービスは、A-LIFE株式会社が運営する不用品回収・住宅清掃・遺品整理を行う代行サービス。関西を中心に事業を展開している。

## 概要
遺品整理の依頼主が同時に不用品回収、引越しまたはリフォームのニーズも抱えている現状を目の当たりにしたA-LIFE株式会社の代表取締役を務める亀澤範行が2007年に個人で立ち上げたワン・ストップ・サービスを提供する事業である。
不用品回収、ごみ屋敷清掃並びに特殊清掃など幅広いサービスを行なっており、不動産売却支援などにも対応している。

## 提供サービス
出典
- 不用品回収
- 丸ごと片付け
- 遺品整理
- ゴミ屋敷片付け
- 特殊清掃
- 不動産売却
- 引越し作業
- 出張買取
- リフォーム
- 解体工事
- 脱臭・除菌

## 沿革
出典
- 2007年
  - 個人商店として関西クリーンサービスを起業。
- 2010年
  - 関西クリーンサービスを運営するA-LIFE株式会社を設立。
- 2011年
  - 古物商許可・自動車商・金属くず業を取得。
- 2012年
  - 大阪市東成区に営業所を開業。
- 2013年
  - 奈良市に総合リサイクルショップ買豊堂を開店。
  - 奈良県より産業廃棄物収集運搬業許可を取得。
  - 資本金を2,000万円に増資。
- 2014年
  - 一般貨物自動車運送業許可を取得。
- 2015年
  - 大阪市中央区に営業所を開業。
  - 京都府より産業廃棄物収集運搬業許可を取得。
  - 大阪府より産業廃棄物収集運搬業許可を取得。
  - 高度管理医療機器等販売業及び貸与業許可を取得。
  - 奈良市に自社ヤードとして土地を購入。
- 2016年
  - 大阪府より建設業許可を取得。
  - 滋賀県より産業廃棄物収集運搬業許可を取得。
  - 兵庫県より産業廃棄物収集運搬業許可を取得。
  - 酒類販売業免許を取得。
- 2017年
  - 資本金を3,000万円に増資。
  - 不動産売買管理・宅地建物取引業を営むフィルフォート株式会社を設立。
  - 宅地建物取引業許可を取得
- 2019年
  - 京都市に京都営業所を開設。
  - 総合建築業・工務店を営むエーライフリノベーションラボを開業。
  - 奈良市に新社屋としてA-LIFEビル竣工。

## メディア出演
| 番組名                                                                    | 放送日         | 映像       | 出典          |
| ------------------------------------------------------------------------- | -------------- | ---------- | ------------- |
| ワイド!スクランブル                                                       | 2016年6月30日  |            | [ 7 ]         |
| 日曜ビッグバラエティ                                                      | 2016年12月4日  |            | [ 8 ]         |
| 世界ゴミ屋敷バスターズ                                                    | 2017年5月19日  |            | [ 9 ]         |
| 日曜ビッグバラエティ                                                      | 2017年6月18日  |            | [ 10 ]        |
| ダラケ! 〜お金を払ってでも見たいクイズ〜 シーズン13 #3 ゴミ屋鋪清掃業者SP | 2017年12月7日  |            | [ 11 ]        |
| 報道ランナー                                                              | 2018年3月14日  |            |               |
| 世界ゴミ屋敷バスターズ 第2弾!                                             | 2018年4月20日  |            | [ 12 ]        |
| 雨上がりの「Aさんの話」〜事情通に聞きました!〜                            | 2018年5月29日  |            |               |
| Nスタ                                                                     | 2018年8月1日   |            | [ 13 ]        |
| 大阪ほんわかテレビ                                                        | 2018年9月28日  |            |               |
| 情報ライブ ミヤネ屋                                                       | 2018年4月18日  |            | [ 14 ]        |
| 情報ライブ ミヤネ屋                                                       | 2019年6月13日  |            | [ 15 ]        |
| 情報ライブ ミヤネ屋                                                       | 2021年5月14日  |            | [ 16 ]        |
| かんさい情報ネットten.                                                    | 2020年2月19日  |            |               |
| ワオ！のマークのますおか引越センター                                      | 2020年2月23日  |            |               |
| 山里亮太のまさかのバーサーカー                                            | 2020年4月26日  |            |               |
| お笑いワイドショー マルコポロリ!                                          | 2018年8月5日   |            | [ 17 ] [ 18 ] |
| お笑いワイドショー マルコポロリ!                                          | 2018年12月16日 |            | [ 19 ]        |
| お笑いワイドショー マルコポロリ!                                          | 2020年10月25日 |            | [ 20 ]        |
| お笑いワイドショー マルコポロリ!                                          | 2021年2月7日   |            | [ 21 ]        |
| お笑いワイドショー マルコポロリ!                                          | 2021年5月30日  |            | [ 22 ]        |
| お笑いワイドショー マルコポロリ!                                          | 2022年5月8日   |            | [ 23 ]        |
| news23                                                                    | 2021年3月16日  | [ 映像 1 ] | [ 24 ] [ 25 ] |
| news23                                                                    | 2021年11月8日  |            | [ 26 ] [ 27 ] |
| NEWS ZERO                                                                 | 2021年3月23日  |            | [ 28 ]        |
| 探偵!ナイトスクープ                                                       | 2021年4月2日   |            | [ 29 ] [ 30 ] |
| ニュース きん5時                                                          | 2021年4月30日  |            | [ 31 ]        |
| 奈良テレビ                                                                | 2021年6月21日  | [ 映像 2 ] | [ 32 ]        |
| レコール                                                                  | 2021年6月24日  | [ 映像 3 ] | [ 33 ]        |
| レコール                                                                  | 2021年6月24日  | [ 映像 4 ] | [ 34 ]        |
| あさチャン!                                                               | 2021年7月2日   |            | [ 35 ]        |
| MBSニュース・よんチャンTV 水曜日：「特命取材班 スクープ」                 | 2021年11月3日  | [ 映像 5 ] | [ 36 ]        |
| THE TIME,                                                                 | 2021年11月16日 |            | [ 37 ]        |
| やさしいニュース                                                          | 2022年3月22日  | [ 映像 6 ] | [ 38 ]        |
| ゆうドキッ!                                                               | 2022年5月24日  |            | [ 39 ]        |

| 新聞名             | 掲載日         | 映像       | 出典   |
| ------------------ | -------------- | ---------- | ------ |
| 産経WEST           | 2017年12月5日  |            | [ 40 ] |
| 産経WEST           | 2022年1月16日  |            | [ 41 ] |
| 産経新聞近畿版     | 2020年7月18日  |            |        |
| まいどなニュース   | 2021年2月3日   |            | [ 42 ] |
| 産経ニュース       | 2021年5月25日  |            | [ 43 ] |
| 産経ニュース       | 2021年10月22日 |            | [ 44 ] |
| 産経ニュース       | 2022年2月12日  |            | [ 45 ] |
| 産経ニュース       | 2022年5月30日  |            | [ 46 ] |
| 読売新聞オンライン | 2021年6月16日  |            | [ 47 ] |
| 読売新聞オンライン | 2021年10月17日 |            | [ 48 ] |
| 読売新聞オンライン | 2021年11月29日 |            | [ 49 ] |
| 読売新聞オンライン | 2022年1月26日  |            | [ 50 ] |
| 朝日新聞デジタル   | 2021年6月14日  |            | [ 51 ] |
| 朝日新聞デジタル   | 2021年7月19日  | [ 映像 7 ] | [ 52 ] |
| 朝日新聞デジタル   | 2021年10月24日 |            | [ 53 ] |
| タイムズ           | 2021年11月19日 |            | [ 54 ] |
| 日本経済新聞       | 2021年11月22日 |            | [ 55 ] |
| サライ             | 2021年12月28日 |            | [ 56 ] |

| 雑誌名                    | 出版社             | 発売日        | ASIN            |
| ------------------------- | ------------------ | ------------- | --------------- |
| 家主と地主 2021年 06 月号 | 全国賃貸住宅新聞社 | 2021年5月14日 | ASIN B093QCHWY9 |